# Hasan Polatkan
Hasan Polatkan (ur. w 1915 w Eskişehirze, zm. 16 września 1961 na wyspie İmralı) – turecki polityk związany z Demokratyczną Partią Turcji, minister finansów Turcji (1950–1955), minister pracy (1950-1955).

## Życiorys
Urodził się w Eskişehirze, w rodzinie pochodzenia tatarsko-tureckiego. Studiował nauki polityczne na Uniwersytecie Stambulskim. Po ukończeniu studiów w 1936 podjął pracę urzędnika w państwowym Ziraat Bank. Karierę polityczną rozpoczął w 1946 zdobywając mandat deputowanego do Wielkiego Zgromadzenia Narodowego Turcji. W tym czasie związał się z Turecką Partią Demokratyczną. Także w kolejnych wyborach parlamentarnych (1950, 1954, 1957) zdobywał mandaty deputowanego. W maju 1950 objął stanowisko ministra pracy w rządzie Adnana Menderesa, a od grudnia 1950 pełnił funkcję ministra finansów.
W 1960 w wyniku przewrotu wojskowego stracił stanowisko ministerialne. Aresztowany w Kütahya, razem z Menderesem został oskarżony o korupcję i łamanie konstytucji. W procesie odbywającym się na wyspie Yassıada Polatkana skazano na karę śmierci i powieszono na wyspie İmralı. W 1990 jego doczesne szczątki przeniesiono do Stambułu.
Był żonaty (żona Mutahhare), miał córkę Nilgün.

## Pamięć
Imieniem Polatkana nazwano bulwar i szkołę w jego rodzinnym mieście Eskişehir. W setną rocznicę urodzin imieniem Polatkana nazwano port lotniczy w Eskişehirze.